# Эрфт
Эрфт (нем. Erft) — река в Северном Рейн-Вестфалии, Германия. Протекает у основания гор Айфель и впадает в Рейн, являясь его левым притоком.
Берёт начало возле горной цепи Айфель вблизи города Бад-Мюнстерайфель на высоте 540 м над уровнем моря и впадает в реку Рейн к югу от города Нойс. Река имеет длину 104 км, площадь бассейна составляет 1918 км². В верхнем течении территория водосбора занята преимущественно лесами (43 %) и пастбищами (29 %). В среднем и нижнем течении преобладают земли сельскохозяйственного назначения (47-57 %), а также городские и промышленные территории (17-22 %). Плотность населения 665 составляет человек/км².
Ниже города Керпен естественный режим стока полностью изменён, что связано с добычей бурого угля открытым способом. В реку выше по течению города Бергхайма осуществляется сброс сточных вод. Температура сбрасываемой воды составляет около 20°С, по этому температура воды в реке даже зимой редко бывает ниже 10 °C.
Река дала название городу Эрфтштадту и целому району Рейн-Эрфту, через которые она протекает.

## Гидроним
Впервые название реки упоминается Географом Равенны как Arnefa (496—506 годы). Затем она упоминалась в формах Arnapa, Arnefe и Arlefe. В 1320 году была засвидетельствована в форме Arfe. Происходит от слияниях двух слов германского происхождения — -apa (что, предположительно, вытекает из древнегерманского *apō в значении река, ручей) и *arna-/*arni- (уверенный, энергичный).